# Министерство моря, транспорта и инфраструктуры Хорватии
Министерства моря, транспорта и инфраструктуры Республики Хорватии (хорв. Ministarstvo pomorstva, prometa i infrastrukture Republike Hrvatske, MMPI RH) — министерство в Правительстве Республики Хорватия.

## Функции
Имеет дело с административными и другими задачами, связанными со следующим:
- Меры по защите Адриатического моря, островов и прибрежных регионов и их устойчивое развитие, включая создание интегрированной системы планирования, управления и финансирования проектов в области развития, транспорта, коммунального хозяйства и социальной инфраструктуры, анализ и управление морскими ресурсами, прибрежными землями и другими природными ресурсами.
- Контроль над морским рекреационным сектором: катание на лодках, а также над автомобильным, железнодорожным, воздушным, почтовым, телекоммуникационным и речным транспортом;
- Стратегия развития всех видов транспорта;
- Защита моря от загрязнения с судов;
- Морские порты, морские причалы и установления морских границ, морское страхование и морские агентства;
- Порты на внутренних водных путях;
- Речной грузовой транспорт;
- Аэропорты;
- Транспортные средства, кроме тех видов деятельности, подпадающих под юрисдикцию других министерств;
- Телекоммуникации;
- Разработка технических условий и условий использования объектов, технического оборудования и монтаж телекоммуникаций и радиосвязи;
- Принятие законодательства о концессии на услуги государственных телекоммуникаций;
- Передача и распределение радио-и телевизионных программ;
- Международная координация использования радиочастот, использование радиочастот;
- Выдача лицензий на радио-станции для отечественных и иностранных лиц; осмотры;
- Безопасность судоходства на море, внутренних и международных автомобильных перевозок и дорожного операций, за исключением тех, что из сферы действия Министерства внутренних дел, безопасность на железной дороге, безопасность воздушной навигации, безопасность судоходства на внутренних водных путях, телекоммуникаций и почты, внутреннего и международного почтовых и телекоммуникационных трафика и мониторинг радиочастот;
- Организация стратегических инфраструктурных проектов и инвестиционных программ особого значения для Республики Хорватии;
- Организация крупных инфраструктурных инвестиционных проектов в строительстве и оборудовании водохозяйственных объектов транспортной инфраструктуры, за исключением реконструкции и технического обслуживания, а также других соответствующих крупных инфраструктурных работ, имеющих важное значение для устойчивого развития Хорватии, которые полностью или в основном финансируются из государственного бюджета.

Также несёт ответственность за ведение учёта и статистики о море, транспорте и инфраструктуре, за информационную систему для обучения и подготовки офицеров Министерства.

## Структура
| Структурное подразделение                                                          | Оригинальное название                                                                                      | Число служащих |
| ---------------------------------------------------------------------------------- | --- | -------------- |
| Кабинет министра                                                                   | Kabinet Ministra                                                                                           | 14             |
| Секретариат                                                                        | Tajništvo                                                                                                  | 109            |
| Отдел по связям с общественностью                                                  | Samostalni odjel za odnose s javnošću                                                                      | 10             |
| Служба внутренней ревизии                                                          | Služba za unutarnju reviziju                                                                               | 8              |
| Отдел по делам управления финансовой деятельностью, внутреннего надзора и контроля | Samostalni odjel za financijsko upravljanje, unutarnji nadzor i kontrolu                                   | 4              |
| Отдел отслеживания угроз безопасности полётов и расследования лётных происшествий  | Samostalni odjel za istraživanje ugrožavanja sigurnosti zrakoplova, nesreća i ozbiljnih nezgoda zrakoplova | 4              |
| Отдел расследования несчастных случаев на железной дороге                          | Samostalni odjel za istraživanje željezničkih nesreća                                                      | 3              |
| Отдел евроинтеграции и транспортной политики                                       | Samostalni odjel za europske integracije i prometnu politiku                                               | 13             |
| Управление морского судоходства, морской территории и портов                       | Uprava pomorskog prometa, pomorskog dobra i luka                                                           | 52             |
| Управление внутреннего судоходства                                                 | Uprava unutarnje plovidbe                                                                                  | 17             |
| Управление безопасности судоходства и охраны морских и внутренних вод              | Uprava za sigurnost plovidbe, zaštitu mora i unutarnjih voda                                               | 557            |
| Управление островного и прибрежного развития                                       | Uprava za otočni i priobalni razvoj                                                                        | 31             |
| Управление дорожного транспорта                                                    | Uprava cestovnog prometa                                                                                   | 42             |
| Управление железнодорожного движения                                               | Uprava željezničkog prometa                                                                                | 42             |
| Управление гражданской авиации                                                     | Uprava zračnog prometa                                                                                     | 25             |
| Управление электронных средств связи и почтовых услуг                              | Uprava elektroničkih komunikacija i pošte                                                                  | 30             |
| Управление транспортного надзора                                                   | Uprava prometne inspekcije                                                                                 | 96             |
| Бюджетно-финансовое управление                                                     | Uprava za proračun i financije                                                                             | 48             |
| Управление стратегических инфраструктурных объектов                                | Uprava za strateške infrastrukturne objekte                                                                | 22             |